# Capitellides teres
Capitellides teres är en ringmaskart som beskrevs av Treadwell 1939. Capitellides teres ingår i släktet Capitellides och familjen Capitellidae. Inga underarter finns listade i Catalogue of Life.